# NK Ljubuški
NK Ljubuški (chorw. NK Ljubuški) – bośniacki klub piłkarski, mający siedzibę w mieście Ljubuški, na południu kraju, grający od sezonu 2019/20 w Drugiej lidze FBiH.

## Historia
Chronologia nazw:
- 2005: NK Bigeste Ljubuški (chorw. Nogometni klub Bigeste (Ljubuški))
- 2014: działalność zawieszono
- 2018: działalność wznowiono
- 2019: NK Ljubuški (chorw. Nogometni klub Ljubuški)

Klub piłkarski NK Bigeste został założony w Ljubuški w 2005 roku. Sezon 2005/06 zespół rozpoczął w najniższej lidze. Po wygraniu Međužupanijskiej ligi HBŽ/ZHŽ (D4) w sezonie 2010/11 debiutował w grupie południowej drugiej ligi FBiH. Po trzech latach w 2014 spadł z powrotem do Međužupanijskiej ligi. Latem 2014 roku klub przestaje działać i wycofuje się ze wszystkich rozgrywek.
Przed rozpoczęciem sezonu 2018/19 klub wznowił swoją działalność i dołączył do rywalizacji w Međužupanijskiej lidze HBŽ/ZHŽ. Na początku 2019 roku klub zmienił nazwę na NK Ljubuški. Sezon 2018/19 zakończył na pierwszym miejscu i wrócił do drugiej ligi. Od sezonu 2019/20 występuje w grupie południowej drugiej ligi FBiH. W sezonie 2020/21 zajął pierwsze miejsce w grupie Jug, jednak nie zagrał w play-offach z powodu niespełnienia niezbędnych warunków i nie awansował do pierwszej ligi FBiH.

## Barwy klubowe, strój, herb, hymn
|  |  |

Klub ma barwy niebiesko-białe. Piłkarze domowe spotkania zazwyczaj grają w niebieskich koszulkach, białych spodenkach oraz niebieskich getrach.

## Sukcesy

### Trofea międzynarodowe
Do chwili obecnej klub jeszcze nigdy nie zakwalifikował się do rozgrywek europejskich.

### Trofea krajowe
| \| \| Zdobyte trofea w rozgrywkach Bośni i Hercegowiny (stan na: 31-05-2021) \| |                                                                        |      |          |
| Rozgrywki                                                                       | Osiągnięcie                                                            | Razy | Sezon(y) |
| Mistrzostwo                                                                     | I miejsce                                                              | 0    |          |
| Mistrzostwo                                                                     | II miejsce                                                             | 0    |          |
| Mistrzostwo                                                                     | III miejsce                                                            | 0    |          |
| Puchar                                                                          | zdobywca                                                               | 0    |          |
| Puchar                                                                          | finalista                                                              | 0    |          |
| II liga                                                                         | I miejsce                                                              | 0    |          |
| II liga                                                                         | II miejsce                                                             | 0    |          |
| II liga                                                                         | III miejsce                                                            | 0    |          |
| Bośnia i Hercegowina                                                            | Zdobyte trofea w rozgrywkach Bośni i Hercegowiny (stan na: 31-05-2021) |      |          |

- Druga Liga FBiH (III poziom):
  - 12.miejsce (1): 2012/13 (Jug)

## Poszczególne sezony

### Rozgrywki międzynarodowe

#### Europejskie puchary
Nie uczestniczył w rozgrywkach europejskich.

### Rozgrywki krajowe
| \| Bośnia i Hercegowina \| Bilans występów klubu w rozgrywkach piłkarskich Bośni i Hercegowiny (Stan na 31 maja 2021 r.) \| \| |                                                                                               |        |       |   |   |   |    |    |     |                       |        |        |      |
| Poziom | Rozgrywki                                                                                     | Sezony | Mecze | Z | R | P | B+ | B– | Pkt | Lata                  | Awanse | Spadki | Naj. |
| I | Premijer liga (do 2000-Prva liga Herceg-Bosne)                                                | 0      |       |   |   |   |    |    |     |                       | 0      | 0      |      |
| II | Prva liga Republike Srpske (do 2000-Druga liga Herceg-Bosne)                                  | 0      |       |   |   |   |    |    |     |                       | 0      | 0      |      |
| III | Druga liga FBiH                                                                               | 5      |       |   |   |   |    |    |     | 2011–2014, od 2019/20 | 0      | 2      | 12   |
| IV | Međužupanijska liga HBŽ/ZHŽ                                                                   | 7      |       |   |   |   |    |    |     | 2005–2011, 2018/19    | 2      | 0      | 1    |
| | Puchar Bośni i Hercegowiny                                                                    | 0      |       |   |   |   |    |    |     |                       | 0      | 0      |      |
| Bośnia i Hercegowina | Bilans występów klubu w rozgrywkach piłkarskich Bośni i Hercegowiny (Stan na 31 maja 2021 r.) |        |       |   |   |   |    |    |     |                       |        |        |      |

## Struktura klubu

### Stadion
Klub piłkarski rozgrywa swoje mecze domowe na stadionie Babovac w Ljubuški, który może pomieścić 4.000 widzów.

## Kibice i rywalizacja z innymi klubami

### Derby
- NK Sloga Ljubuški
- NK Brotnjo Čitluk
- HNK Čapljina
- NK GOŠK Gabela
- NK Neretva Metković
- FK Velež Mostar
- HŠK Zrinjski Mostar